# Wassertransport in Pflanzen
Der Wassertransport in Pflanzen ist ein Prozess, bei dem Pflanzen über ihre Wurzeln Wasser und Mineralstoffe aufnehmen, über die Leitgefäße im Xylem weiterleiten und das Wasser durch Transpiration über die Schließzellen an der Unterseite der Blätter als Dampf abgeben.

## Forschungsgeschichte

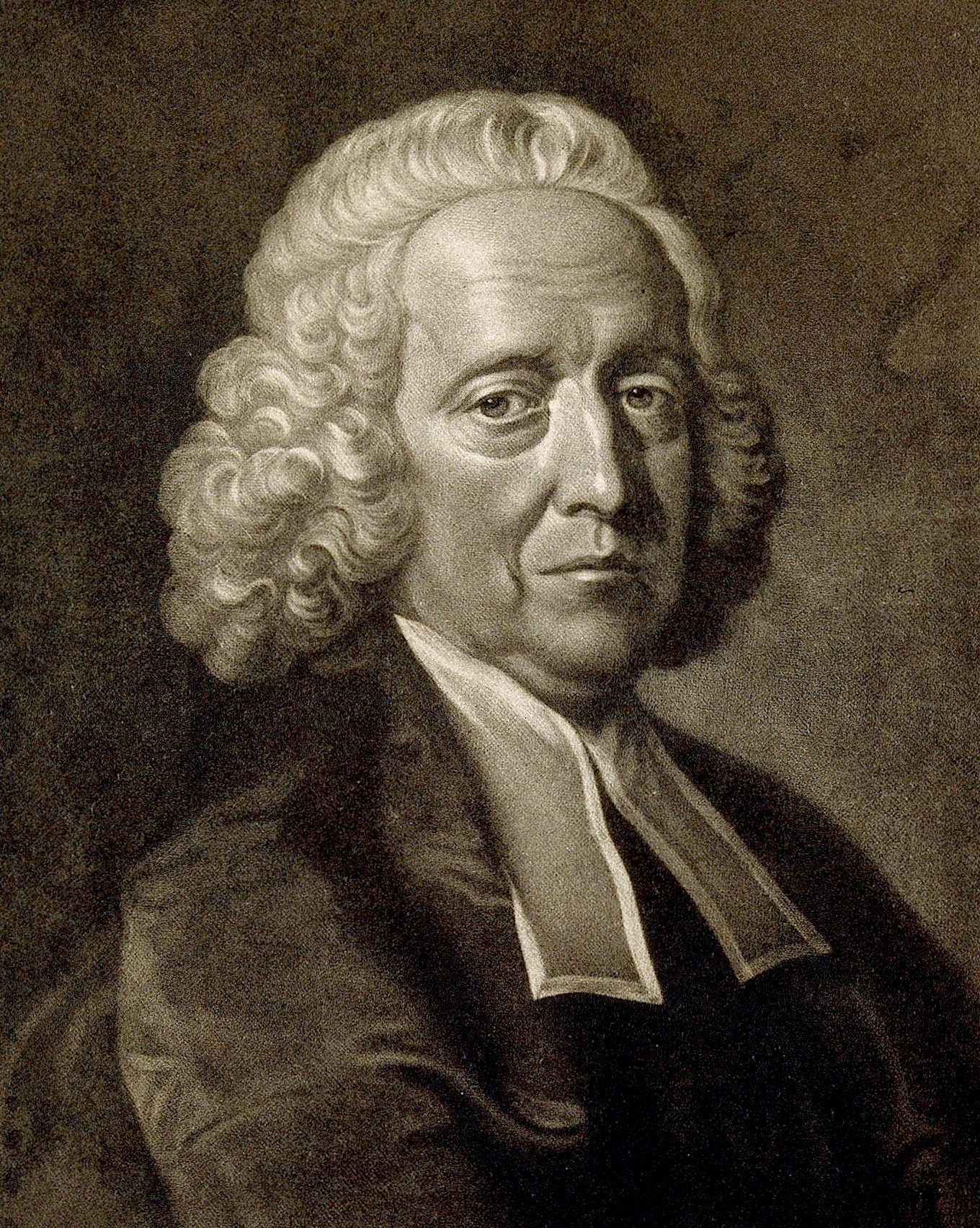
Stephen Hales

Die Bewegung des Wassers in der Pflanze untersuchte als Erster Stephen Hales, ein Schüler Isaac Newtons, experimentell (Vegetable Staticks, 1727, deutsch: Statick der Gewächse, 1748). Er erkannte, dass nicht in erster Linie – wie man bis dahin angenommen hatte – ein von der Wurzel ausgehender Druck den Saftstrom antreibt, sondern die Transpiration der Blätter. Wie die Wurzel Wasser und mineralische Nährstoffe aufnimmt, wurde erst in der zweiten Hälfte des 19. Jahrhunderts dem Studium zugänglich, als Julius Sachs die Hydrokultur einführte. Er ermittelte, welche chemischen Elemente für das Pflanzenwachstum notwendig sind und durch die Wurzel aufgenommen werden. Dabei entdeckte er, dass die Aufnahme des Wassers und der Nährstoffe durch die feinen Wurzelhaare erfolgt.

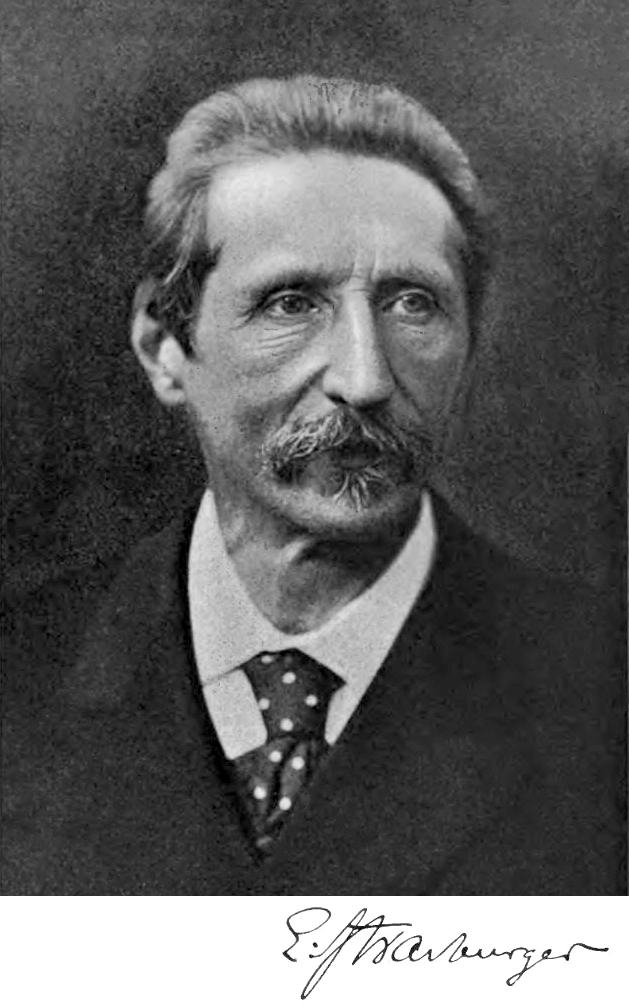
Eduard Strasburger

Was tatsächlich in der Pflanze vorgeht, war jedoch bis zum Ende des 19. Jahrhunderts weitgehend nur Gegenstand von Spekulationen. 1891 zeigte Eduard Strasburger, dass der Aufstieg des Saftes im Xylem rein physikalisch zu erklären ist und keine lebenden Zellen erfordert. In den folgenden Jahren entwickelte Strasburgers ehemaliger Assistent Henry Horatio Dixon mit Anderen die Kohäsionstheorie zur Erklärung des Saftaufstiegs, wonach eine durch die Transpiration bewirkte Saugspannung den Saft antreibt. Diese Theorie blieb jedoch lange umstritten, weil viele Botaniker eine rein physikalische Erklärung ablehnten und auf Phänomene wie die Guttation verweisen konnten, die so nicht erklärbar sind. Mit der Entdeckung des aktiven Ionentransports durch Zellmembranen um 1930 kam ein weiterer Mechanismus hinzu, der einen geringfügigen Saftstrom ohne Transpiration bewirken kann.

## Wasseraufnahme in die Wurzel

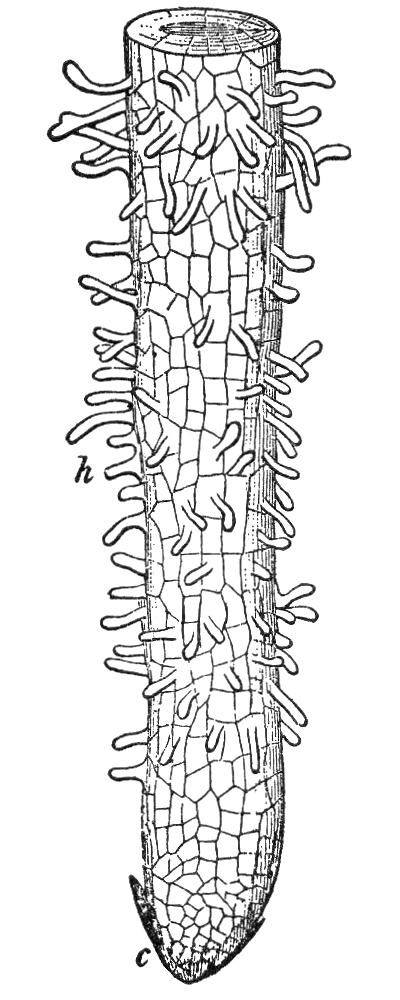
Wurzel mit Wurzelhaaren

Von den drei Grundorganen Blatt, Sprossachse und Wurzel ist die Wurzel auf die Aufnahme von Wasser und Ionen aus dem Boden spezialisiert und daher im Normalfall unterirdisch gelegen. Speziell wird diese Aufgabe in der Wurzelhaarzone von den Wurzelhaaren wahrgenommen, welche in diesem Bereich eine große Oberfläche für Stoffaustausch zur Verfügung stellen. Neben der Wasseraufnahme ist auch die Aufnahme von Ionen eine zentrale Funktion. Diese liegen stark verdünnt (10−4 mol/L) und zusätzlich nicht in dem von der Pflanze benötigten Verhältnis zueinander vor. Die Aufkonzentrierung der Ionen (sprich: gelösten Nährsalze) ist ein energieaufwändiger Prozess.
Wasser liegt im Boden in verschiedenen Formen vor. Das Grundwasser ist für viele Pflanzen nicht erreichbar, da ihre Wurzeln nicht tief genug reichen. In den oberen Bodenschichten liegt Wasser als Haftwasser (adsorbiert an Bodenpartikel, auch Quellwasser genannt, abgeleitet von der Quellung von Tonmineralien), als Kapillarwasser (durch Kapillarkräfte aufwärts transportiert und an Bodenporen gebunden) und als Feuchte (Wasserdampf) in der im Boden vorhandenen Luft vor. Das Matrixpotential des Haftwassers ist meist so negativ, dass es für Pflanzen nicht verfügbar ist. Pflanzen bedienen sich somit des Kapillarwassers, um ihren Bedarf zu decken.
Der Boden und seine Poren stehen in einem Feuchtegleichgewicht zur Umgebung. Am Grundwasserspiegel beträgt die Feuchte 100 %, im Luftraum oberhalb der Erdoberfläche entspricht sie der jeweiligen Luftfeuchtigkeit (häufig etwa um die 50 %). Dazwischen besteht ein Feuchtegradient, aufgrund dessen Diffusion oder kapillares Saugen stattfinden kann (darauf beruht u. a. das Verfahren der Dünnschichtchromatographie in der Chemie). Der Ausgleich beruht auf der Temperaturabhängigkeit des Wasserdampfsättigungsdampfdruckes. Die wesentlichen Feuchtetransportmechanismen bilden dabei Gravitation, Wasserdampfdiffusion und Flüssigtransport durch Kapillarkräfte, in geringerem Maße die Auswirkung elektrischer Felder und Ionenkonzentrationsgradienten.
Eine Wasseraufnahme durch die Wurzel ist möglich, wenn das Wasserpotential Ψ der Wurzel geringer (d. h. stärker negativ) ist als das des umgebenden Bodens, da sich Wasser von Orten mit hohem Wasserpotential zu Orten mit niedrigem Wasserpotential bewegt.
Das Wasserpotential des Bodens bestimmt sich nicht aus dem osmotischen Potential, da Ionen meist zu verdünnt vorliegen (s. o.), sondern in erster Linie aus dem Matrixpotential. Je trockener Böden werden, desto weiter sinkt das Wasserpotential, d. h., eine Wasseraufnahme durch die Wurzel wird schwieriger. Das Wasserpotential des Bodens beträgt typischerweise zwischen Ψ = −0,01 MPa und Ψ = −1,5 MPa. Ψ = −1,5 MPa wird als permanenter Welkpunkt bezeichnet, weil die meisten Pflanzen bei diesem Wert dem Boden kein Wasser mehr entziehen können. In Salzböden kann es weniger als −0,2 MPa betragen, in trockenen Böden −2 MPa und in Wüsten und Salzsteppen kann es noch weit niedriger liegen. Hingegen kann es nach Niederschlägen oder in der Nähe des Grundwassers auch etwa 0 betragen.:239 Das Wasserpotential der Wurzel kann durch osmotisch aktive Substanzen und je nach Art stark schwanken. So können sich Pflanzen an ihre Umgebung anpassen, um weiterhin Wasser aufnehmen. Das osmotische Potential beruht einerseits auf aus dem Boden aufgenommenen Ionen, insbesondere Kaliumionen, sowie andererseits auf in der Zelle gelösten organischen Verbindungen. Das Wasserpotential einer normalen Wurzel liegt bei Ψ = −0,2 MPa bis Ψ = −0,5 MPa, bei Halophyten unterhalb von −2 MPa und bei Wüstenpflanzen sogar unterhalb −10 MPa. Im Tracheensaft beträgt das Wasserpotential in der Regel zwischen −0,5 und −1,5 MPa, in den Blättern zwischen −0,5 und −2,5 MPa. Von den Blättern geht das Wasser in die Luft über, da diese beispielsweise bei einer Luftfeuchtigkeit von 50 % ein Wasserpotential von −94 MPa besitzt.:313
Wasser kann auf drei Wegen in die Wurzel eindringen: über den Apoplasten, über den Symplasten und transzellulär (also sowohl über den Apoplasten, wie auch über den Symplasten). Zunächst tritt Wasser aus dem Apoplasten in den Symplasten über. Dies führt zu einem Abfall des Wasserpotentials im Apoplasten und Wasser fließt aus dem direkt angrenzenden Boden nach. Damit sinkt auch dessen Wasserpotential und Wasser fließt auch aus der näheren Umgebung nach. Jedoch ist dieser Prozess durch die begrenzte Wasserleitfähigkeit des Bodens auf maximal einige cm beschränkt. Sobald die Wasservorräte an einer Stelle erschöpft sind, folgt die Wurzel dem sich zurückziehendem Wasser durch Wachstum in andere Regionen und beutet diese aus – gleiches gilt für Ionen. Bei niedrigen Temperaturen (hierzu zählen bei vielen Arten schon Temperaturen knapp über dem Gefrierpunkt) erhöht sich der Transportwiderstand des Wassers im Boden, die Permeabilität der Plasmamembran für Wasser lässt nach und das Wurzelwachstum verringert sich. Bei Temperaturen unter dem Gefrierpunkt gefriert gar das Haftwasser. Der resultierende Wassermangel, als Frosttrocknis bezeichnet, wird oft als Erfrieren fehlgedeutet.
Da das Wasserpotential nach innen, zum Zentralzylinder hin, abnimmt, diffundiert das Wasser in diese Richtung. Durch den Casparystreifen in der Endodermis ist jedoch die apoplastische Route blockiert und das Wasser wird in den Symplasten gezwungen. Wenn reichlich Wasser vorhanden ist und kein Wasser durch Transpiration entfernt wird, kann sich im Zentralzylinder ein positiver, hydrostatischer Druck aufbauen, der Wurzeldruck. Der Caspary-Streifen verhindert hier wie eine Dichtung, dass sich der Druck ausgleicht, indem das Wasser zurück in das Rindenparenchym fließt. Somit steigt das Wasser an. Auf welche Weise genau der Wurzeldruck aufgebaut wird, ist noch nicht exakt geklärt, auf jeden Fall ist für seine Erzeugung Energie nötig. Wahrscheinlich entsteht er durch die sekundär aktive Einlagerung von anorganischen Ionen in die Leitgefäße des Xylems aus dem Xylemparenchym. Der Wurzeldruck beträgt im Normalfall 0,1 MPa,:239 bei einigen Arten, wie der Tomate jedoch auch über 0,6 MPa. Bei mangelnder Wasserversorgung oder starker Transpiration herrscht jedoch im Wurzelbereich ein negativer hydrostatischer Druck, der das negative Wasserpotential in erster Linie bestimmt und nicht mehr der osmotische Term. Im Normalfall überwiegt in der Nacht der Wurzeldruck, nach Sonnenaufgang jedoch schnell der Transpirationssog.

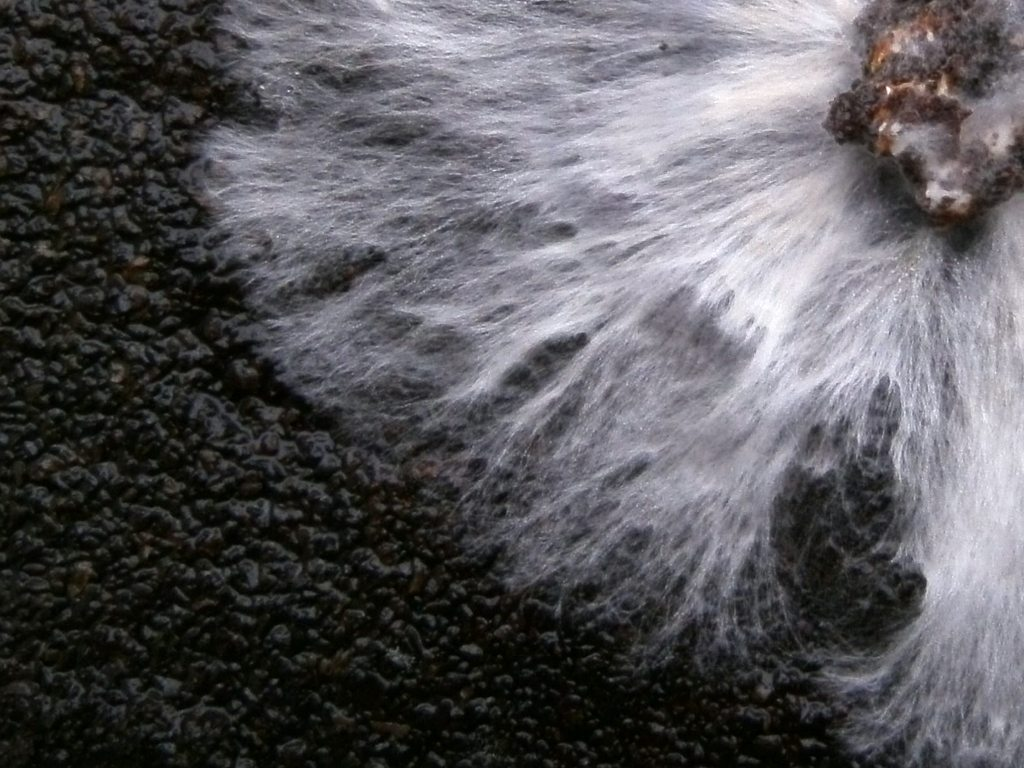
Myzel des Austernpilzes, hier auf Kaffeesatz gezüchtet

Pflanzenwurzeln können auch über Mykorrhiza symbiotisch lebender Pilze Wasser und Nährstoffe aufnehmen.

## Wassertransport und -abgabe
Während die Wurzel Wasser aufnimmt, verliert die restliche Pflanze Wasser durch Transpiration an ihre Umgebung. Diese Transpiration ist zwangsläufig vorhanden, wenn die Pflanze ein höheres Wasserpotential besitzt als ihre Umgebung. Transpiration findet nur dann nicht statt, wenn Pflanze und Außenmedium im Gleichgewicht miteinander stehen, also ein identisches Wasserpotential aufweisen. Dies geschieht bei 20 °C erst ab einer relativen Luftfeuchtigkeit von 99 bis 97,5 %. Solch hohe relative Luftfeuchtigkeit wird nur selten erreicht, z. B. infolge von Abkühlung in der Nacht, kurz vor Erreichen des Taupunkts. Am Tag liegt die relative Luftfeuchtigkeit meist bei 40–60 %. Wenn die Pflanze nicht mit ihrer Umgebungsluft im Gleichgewicht steht, verliert sie permanent Wasser. Dieses verliert sie lediglich zu einem kleinen Teil (bis zu 10 %) über die Cuticula, vor allem aber über die Stomata. Sind die Stomata zur notwendigen CO2-Aufnahme geöffnet, lässt sich die Verdunstung von Wasser durch diese Spaltöffnungen nicht verhindern. Da Kohlendioxid in der Luft nur in Spuren vorhanden ist (knapp über 0,04 %), verliert die Pflanze für jedes aufgenommene CO2-Molekül mehrere hundert Wassermoleküle.
Das Wasser, das die Epidermis an die Umgebung verliert, saugt diese von den inneren Pflanzenteilen nach. Dieses Nachsaugen setzt sich fort über die Leitungsbahnen des Xylems bis in die Wurzel und zieht so das Wasser aus der Wurzel bis in die Blattspitzen. Dieser Effekt nennt sich entsprechend der Kohäsionstheorie Transpirationssog. Der Transpirationssog ist nicht allein für den Wasserstrom in Pflanzen verantwortlich. Um eine Wassersäule um zehn Meter entgegen der Schwerkraft anzuheben, muss ein Unterdruck von etwa 0,1 MPa aufgebracht werden, zuzüglich weiterer 0,2 MPa, um die Reibungskräfte des Wassers im Xylem zu überwinden.

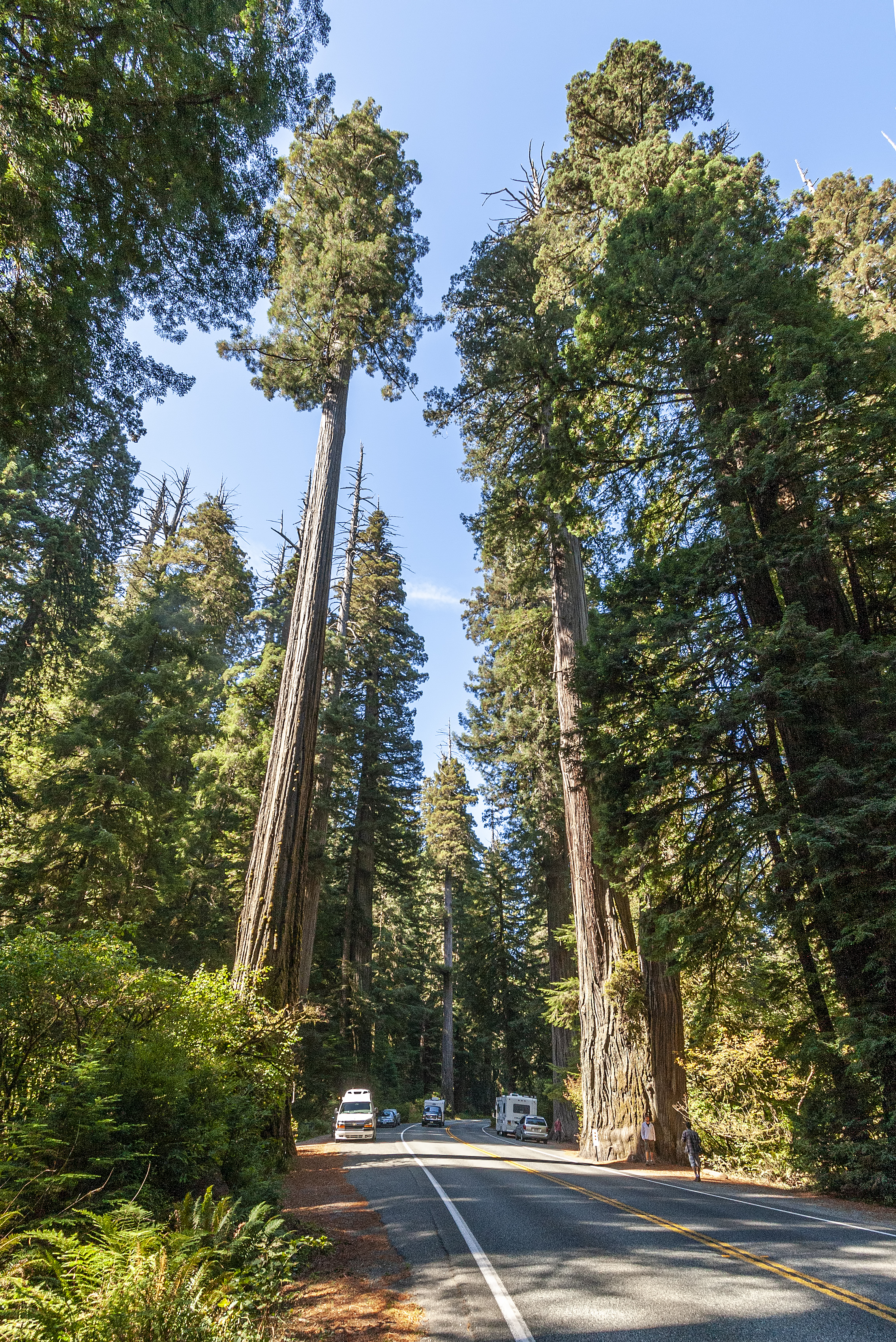
Küstenmammutbaum Sequoia sempervirens in den USA

Im Xylem der mit über 110 m größten Bäume der Welt (einzelne Exemplare des Küstenmammutbaums Sequoia sempervirens in Kalifornien) müsste über 3 MPa an Unterdruck aufgebracht werden, um einen Wasserfluss bis in die Spitzen zu gewährleisten. Ist der Unterdruck jedoch stärker als die Kohäsionskraft des Wassers, beginnt dieses zu sieden. Dem Sieden des Wassers stehen nicht nur die Kohäsionskräfte zwischen den einzelnen Molekülen, sondern auch die Adhäsionskräfte zur Wand des Leitgefäßes entgegen. In Experimenten in einem Glasröhrchen hielt gasfreies Wasser Unterdrücken von bis zu −30 MPa stand, bevor es zerriss. Im Leitgewebe von Pflanzen werden zwar nur selten Unterdrücke von −4 MPa unterschritten, aber es kommt dennoch zu Embolien durch Bildung von Gasblasen, da das transportierte Wasser mit gelösten Gasen und Ionen verunreinigt ist. Diese Embolien stellen für die Pflanze ein ernsthaftes Problem dar, da sie den weiteren Wassertransport blockieren. Der Wassertransport muss dann über den Umweg über die waagerecht verlaufenden Tüpfel erfolgen. Wohl existieren gewisse Reparaturmechanismen. Diese sind aber noch nicht verstanden. Durch Frost entstandene Embolien sind meist nicht reparabel. Zum Ausgleich muss die Pflanze zu Beginn der Vegetationsperiode neue Leitungswege aufbauen.:248
Der Wasserverlust durch Transpiration führt also zum Transpirationssog und dieser zu einem Wasserfluss von der Wurzel bis in die Spitze, dem Transpirationsstrom. Die Transpiration nützt der Pflanze in mehrfacher Beziehung: Einerseits werden die Blätter durch die Verdunstungskälte gekühlt, andererseits werden Ionen (gelöste Nährsalze) im Xylem transportiert. Jedoch zeigten Pflanzen in Experimenten auch bei 15-fach verringerter Transpiration keine Wachstumsprobleme. Auch ohne Transpiration gibt es in der Pflanzen einen internen Wasserstrom, der dem Ionentransport dient. Eine Rolle dabei spielen Wurzeldruck, Wachstumswasser und der Flüssigkeitsaustausch zwischen Phloem und Xylem. In speziellen Fällen möglicherweise auch die Guttation. Wachstumswasser ist Wasser, das zur Volumenvergrößerung in der Pflanze eingelagert wird. Dieses kann gerade bei krautigen Pflanzen in Wachstumsphasen einen erheblichen Anteil ausmachen, beim Mais z. B. 10–20 % des Transpirationswassers.
Im Xylem fließt Wasser nach oben, während es im Phloem zum Assimilattransport in umgekehrter Richtung strömt. Durch die Verbindung beider Systeme ergibt sich ein Kreislauf. Somit mag die Transpiration nicht in erster Linie dem Transport dienen, sondern könnte schlicht ein Nebeneffekt der für die Pflanze notwendigen Aufnahme von Kohlenstoffdioxid sein.